# Clayton (Nouveau-Mexique)
Pour les articles homonymes, voir Clayton.
La ville de Clayton est le siège du comté d'Union, situé dans le Nouveau-Mexique, aux États-Unis.

## Source
- (en) Cet article est partiellement ou en totalité issu de l’article de Wikipédia en anglais intitulé « Clayton, New Mexico » (voir la liste des auteurs).